# 拉富利奥拉
拉富利奥拉，是西班牙加泰罗尼亚莱里达省的一个市镇。 总面积11平方公里，总人口1230人（2001年），人口密度112人/平方公里。